# 127e méridien est
En géographie, le 127e méridien est est le méridien joignant les points de la surface de la Terre dont la longitude est égale à 127° est.

## Géographie

### Dimensions
Comme tous les autres méridiens, la longueur du 127e méridien correspond à une demi-circonférence terrestre, soit 20 003,932 km. Au niveau de l'équateur, il est distant du méridien de Greenwich de 14 138 km,.
Avec le 53e méridien ouest, il forme un grand cercle passant par les pôles géographiques terrestres.

### Régions traversées
En commençant par le pôle Nord et descendant vers le sud au pôle Sud, Le 127e méridien est passe par:
| Coordonnées           | Pays, territoire ou mer | Notes |
| --------------------- | ----------------------- | --- |
| 90° 00′ N, 127° 00′ E | Océan Arctique          | |
| 77° 34′ N, 127° 00′ E | Mer de Laptev           | |
| 73° 27′ N, 127° 00′ E | Russie                  | République de Sakha — Îles du delta de la Lena et le continent Oblast de l'Amour — à partir de 55° 42′ N, 127° 00′ E |
| 51° 00′ N, 127° 00′ E | Chine                   | Heilongjiang Jilin — à partir de 45° 00′ N, 127° 00′ E Heilongjiang — sur environ 10 km à partir de 44° 47′ N, 127° 00′ E Jilin — à partir de 44° 43′ N, 127° 00′ E |
| 41° 45′ N, 127° 00′ E | Corée du Nord           | Chagang Ryanggang Hamgyŏng du Sud Pyongan du Sud Hamgyŏng du Sud Kangwŏn |
| 38° 13′ N, 127° 00′ E | Corée du Sud            | Gyeonggi Passe par Seoul Gyeonggi - Passe par Suwon Chungcheong Jeolla du Nord - Passe juste à l'ouest de Jeonju Jeolla du Sud Passe juste à l'est de Gwangju Jeolla du Sud |
| 34° 18′ N, 127° 00′ E | Mer de Chine orientale  | Passe juste à l'est de l'île de Jeju-do, Corée du Sud (à 33° 27′ N, 126° 57′ E) Passe juste à l'ouest de l'île de Tonakijima, Préfecture d'Okinawa, Japon (à 26° 22′ N, 127° 08′ E) Passe juste à l'est de l'île de Kumejima, Préfecture d'Okinawa, Japon (à 26° 20′ N, 126° 49′ E) |
| 25° 45′ N, 127° 00′ E | Océan Pacifique         | Mer des Philippines — Passe juste à l'est des Îles Talaud, Indonésie (à 4° 16′ N, 126° 55′ E) |
| 4° 17′ N, 127° 00′ E  | Mer des Moluques        | Passe juste à l'ouest de l'île de Latalata, Indonésie (à 0° 16′ S, 127° 01′ E) Passe juste à l'ouest de l'île de Kasiruta, Indonésie (à 0° 26′ S, 127° 05′ E) |
| 1° 43′ S, 127° 00′ E  | Mer de Céram            | |
| 3° 09′ S, 127° 00′ E  | Indonésie               | Île de Buru |
| 3° 43′ S, 127° 00′ E  | Mer de Banda            | Passe juste à l'est de l'île de Wetar, Indonésie (à 7° 43′ S, 126° 50′ E) Passe juste à l'ouest de l'île de Kisar, Indonésie (à 8° 02′ S, 127° 08′ E) |
| 8° 20′ S, 127° 00′ E  | Timor oriental          | |
| 8° 41′ S, 127° 00′ E  | Mer de Timor            | |
| 13° 46′ S, 127° 00′ E | Australie               | Australie-Occidentale |
| 32° 18′ S, 127° 00′ E | Océan indien            | Les autorités australiennes considèrent cette zone comme partie de l'Océan Austral, |
| 60° 00′ S, 127° 00′ E | Océan Austral           | |
| 66° 31′ S, 127° 00′ E | Antarctique             | Territoire antarctique australien, Territoires revendiqués par l' Australie |